# Храм Різдва Христового
31°42′15.50″ пн. ш. 35°12′27.50″ сх. д. / 31.7043056° пн. ш. 35.2076389° сх. д.
Храм Різдва́ Христо́вого (грец. Βασιλική της Γεννήσεως, араб. كنيسة المهد, івр. כנסיית המולד) — християнська церква у Вифлеємі, побудована над печерою, в якій, згідно з християнською традицією народився Ісус Христос. Є одним із найстаріших безперервно діючих християнських храмів світу та разом з Храмом Гробу Господнього входить до числа головних християнських святинь Святої Землі і світу в цілому. Як місце народження Ісуса Христа також шанується мусульманами.

## Історія

### Ранньохристиянський період
Згадку про існування уже в ранньохристиянський період традиції означення конкретного місце знаходження печери та стайні в яких народився Христос можна знайти у Орігена в його творі «Проти Цельса». Там зокрема сказано:
«У цих місцях ще є живим передання про цю подію, відомо також і ворогам віри, що в тій печері народився Ісус, Якого шанують і Якому дивуються християни»
Подібні свідчення можна знайти у Юстина Мученика та Євсевія. Таким чином можна стверджувати, що вже в той час серед християн існувала традиція ідентифікації та вшанування місця, де нині розташовано храм, а тоді було околицею міста.

### Римський та візантійський періоди

План першого храму Різдва часів Костянтина, IV ст.

Після припинення періоду гонінь та перетворення християнства на державну релігію Римської імперії починається активне церковне будівництво. Перший храм на місці Різдва, був закладений у 327 році Святої Оленою — матір'ю імператора Костянтина Великого. Будівництво було завершене у 333 році. Освячення відбулося 31 травня 339 року. Євсевій Кесарійський так описує цю подію:
| Спорудила вона Богу якому ми поклоняємось два храми: один при печері народження, інший на горі Вознесіння, бо Еммануїл благоволив народитися для нас під землею, і місцем плотського його народження євреї визнають саме Вифлеєм. Тому, благочестива василиса всіляко прикрасила цю священну печеру і вшанувала чудовими пам'ятками плід Богородиці. А трохи згодом ту ж саму печеру вшанував своїми приношеннями і василевс, котрий до щедрот своєї матері приєднав золоті та срібні дари і різноманітні завіси.[2]. |
Костянтинова базиліка складалась з атріуму, нави та восьмигранної прибудови (так званого октагона) навколо печери Різдва.
В 386 році, до храму було добудовано два монастирі — чоловічий і жіночий. Саме на цей час припадає діяльність тут Св. Єроніма, який у цьому монастирі вперше переклав Біблію на латинську мову.
Перша базиліка, була зруйнована в час Самарійського повстання у 529 році. Від цього найбільш раннього храму до нас дійшли лише археологічні рештки у вигляді шару попелу, уламків черепичного даху та мозаїчного покриття підлоги.

План храму Різдва часів Юстиніана, VI ст.

Західний фасад храму Різдва часів Юстиніана, VI ст. з мозаїкою (реконструкція А.Уоллса). Зліва видно зображення трьох царів у одязі перських священиків, яке згідно з переказом врятувало храм від руйнування під час перської окупації Палестини 614—629 рр.

Новий храм Різдва Христового був невдовзі споруджений на кошти імператора Юстиніана. Була повністю перебудована колонада і видовжений загальний об'єм споруди. Октагон був замінений на простір з трьох апсид повернутих своїми осями до печери Різдва, утворюючи своєрідний трилисник. До печери Різдва було зроблено два нових входи. Підлога і стіни були викладені мозаїками. Також великою мозаїкою із сценою Різдва було викладено зовнішню західну стіну над входом.
Саме ця мозаїка на фасаді, згідно з поширеною традицією врятувала храм Різдва від руйнування в період перського нашестя 614–629 рр., коли були розорені і знищені майже всі головні християнські святині Палестини, включно з храмом Гробу Господнього в Єрусалимі. Як заведено вважати, командувач перського відділу, що зайняв Вифлеєм, підійшовши до храму, угледів мозаїку на фасаді і побачив на ній зображення трьох царів, одягнених у перський одяг. Ця обставина змінила наміри персів і вони вирішили не чіпати храм. Деяким підтвердженням цього переказу може бути той факт, що в тодішньому християнському мистецтві було прийнято зображати трьох царів у одязі перських зороастрійських священиків (прикладами можуть бути мозаїки церков Св. Марії Маджоре в Римі, Св. Аполінарія Нуово і Св. Віталія в Равенні)

### Арабське завоювання
Після завоювання Палестини арабами у 636 році, одна з трьох апсид, що оточували печеру Різдва, а саме південна, була віддана для використання мусульманам. Молитви та поклоніння мусульман в храмі, були зумовлені шануванням Діви Марії та Ісуса у ісламі, а також визнання факту його Різдва у Вифлеємі. Саме ці обставини, очевидно збереженню споруди майже у незмінному вигляді протягом всього періоду арабського панування, в тому числі і протягом антихристиянських акцій халіфа Аль-Хакіма, коли були зруйновані численні палестинські церкви, в тому числі і вдруге Храм Гробу Господнього.

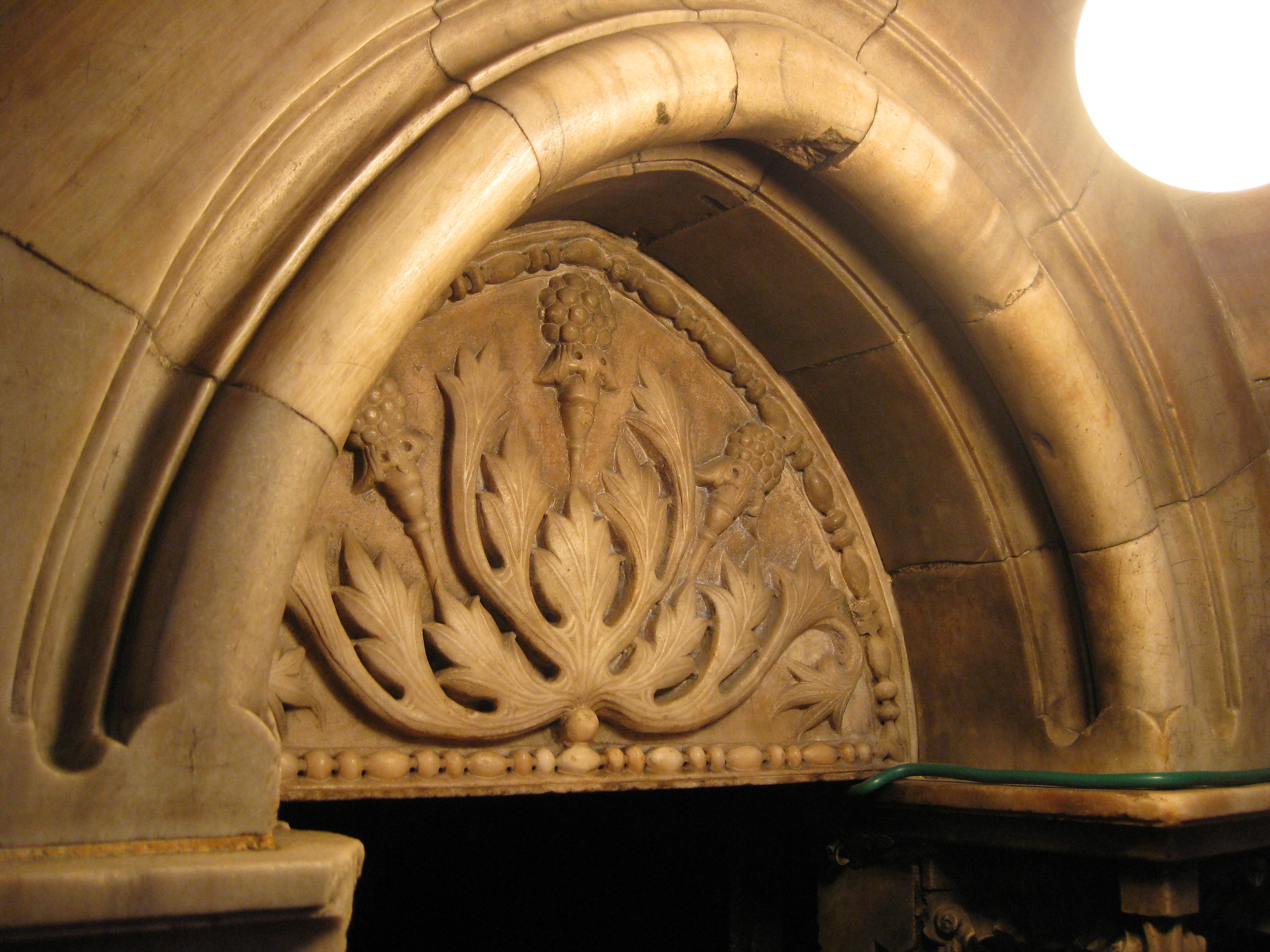
Оздоблення південного входу печери Різдва часів хрестоносців

### Період Хрестових походів
Коли хрестоносці зайняли Вифлеєм в 1099, вони застали церкву Різдва приблизно в тому ж стані в якому вона була за часів Юстиніана.
Особливий статус церкви в період панування хрестоносців, визначився відразу ж, коли у 1100 році вона стала місцем коронації першого Єрусалимського короля Балдуіна І, а згодом у 1119 році його наступника Балдуіна ІІ.
В 1099 році згадується перший єпископ Вифлеєма. У 1100 на прохання Балдуїна І, папа призначає до Вифлеєма нового єпископа на ім'я Анселін, а при храмі з'являються монахи августинського ордену. У зв'язку із цим комплекс храму зазнає певних змін — тут з'являється єпископський будинок і капітул.
Хоча з цього часу дійшло багато описів Вифлеєму різноманітних паломників, вони надають досить мало інформації про нові ті чи інші будівельно-оздоблювальні роботи. В основному їх описи стосуються ключового пункту будівлі — печери Різдва, місця поховання вбитих Іродом вифлеємських немовлят, а також перенесеного сюди тіла Йосифа Ариматейського.
Дещо більше про зміни привнесені у храм хрестоносцями говорять результати пізніших досліджень. З їх допомогою було виявлено двомовний греко-латинський напис, який повідомляє про відновлення настінних мозаїк монахом Єфраїмом у 1165–1169 рр., в час правління імператора Мануїла І Комнина, короля Аморі І та єпископства Ральфа І. Інший напис свідчить, що принаймні одна серія розписів на колонах була виконана у 1130 році.
До періоду хрестоносців відносять також і нове оформлення головного входу. Верхня частина високої арки центральних дверей була замурована і завершена стрільчатим склепінням, а з двох боків побудовано вежі від яких зараз не залишилось жодних видимих слідів

## Сучасний стан

### Базиліка
Теперішня будівля базиліки є єдиним християнським храмом у Палестині, що зберігся у своєму первинному вигляді від домусульманського періоду.

### Печера Різдва
Печера має розміри 12,3×3,5 м і 3 м у висоту та орієнтована по лінії захід-схід. Місце Різдва знаходиться у її східній частині. У печеру ведуть з півночі і півдня ведуть двоє сходів часів Юстиніана Великого, які складаються із 15 порфірових сходинок. Північні сходи належить католикам, південні православним і вірменам. Зазвичай паломники спускаються південними сходах а піднімаються північними. Ці входи придбали свій нинішній вигляд в XII столітті, коли бронзові двері V–VI століть були укладені хрестоносцями в мармурові портали а люнети над дверима прикрашені кам'яним різьбленням. Підлога печери і нижня частина стін оброблені світлим мармуром, решта покриті тканиною або шпалерами XIX століття, по стінах розвішані ікони. На закопченій стеля підвішені 32 лампади, із всього традиційних 53. Печера не має природного освітлення і освітлюється електрикою, лампадами та свічками.
У західній стіні печери є двері, що ведуть у північну частину системи гротів, розташованих під базилікою, у тому числі в грот де жив святий Ієронім. Як правило ці двері зачинені.
Срібна зірка з позолотою є точною копією зірки викраденої у 1847 році і яка була виготовлена та встановлена у 1847 році за наказом султана Абдул-Меджида I і на його кошти.

### Церква Св. Катерини
Церква Святої Катерини — головна римо-католицька споруда Вифлеєма, що належить ордену францисканців була зведена в 1881 році архітектором Гіємо на руїнах колишніх християнських монастирів — заснованого ще у IV ст. жіночого монастиря Св. Катерини та пізніших будівель часів хрестоносців. Згодом у 1947–1953 роках, відомий зодчий Антоніо Барлуцці відреставрував середньовічні фрагменти внутрішнього дворику монастиря.

## Галерея

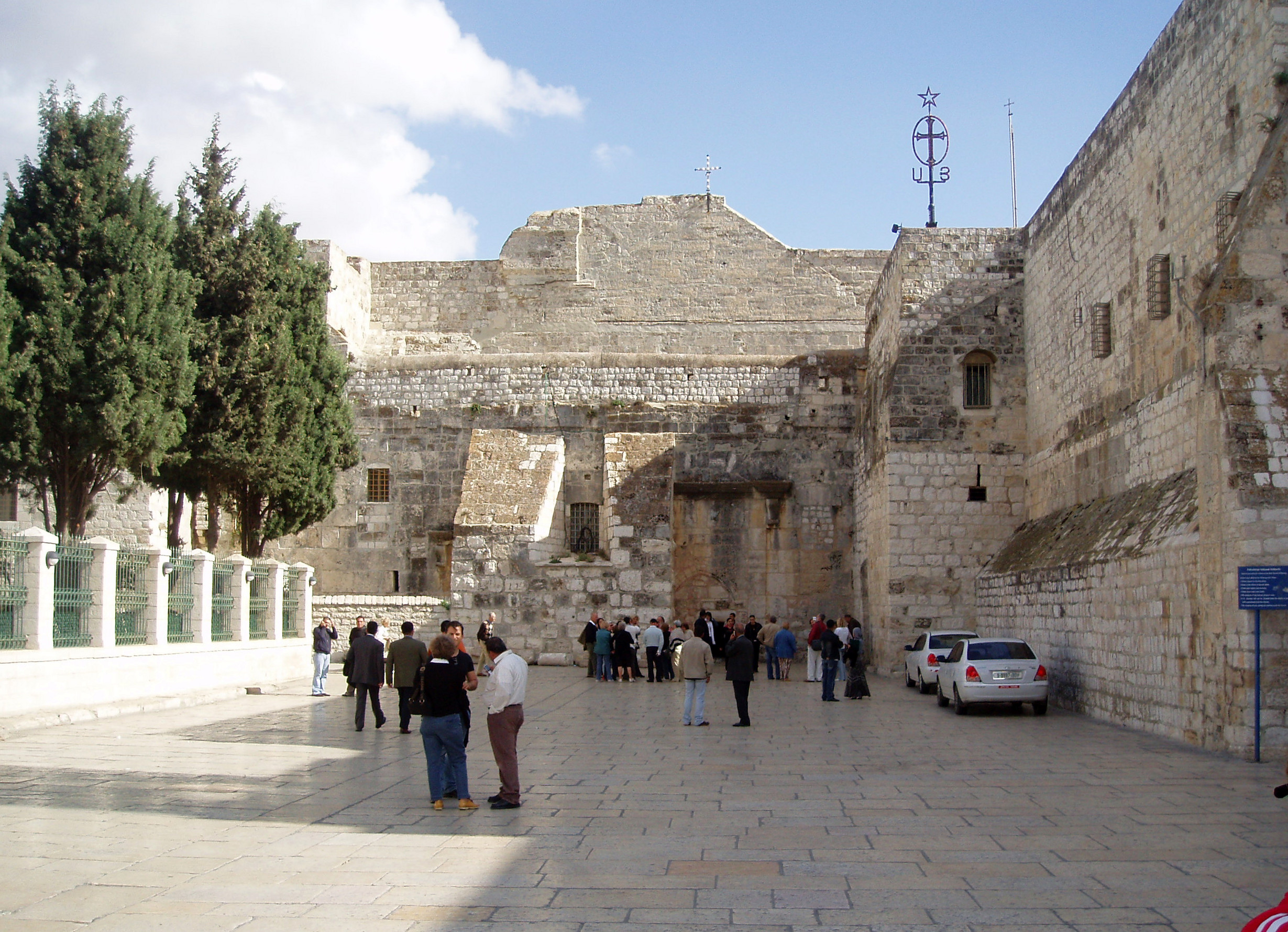
Фрагмент будови з входом до храму
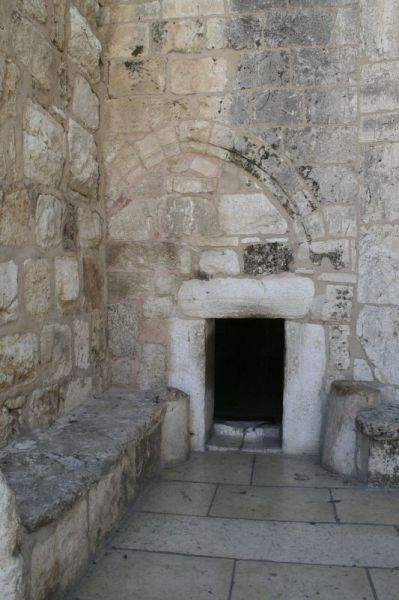
Вхід до Храму
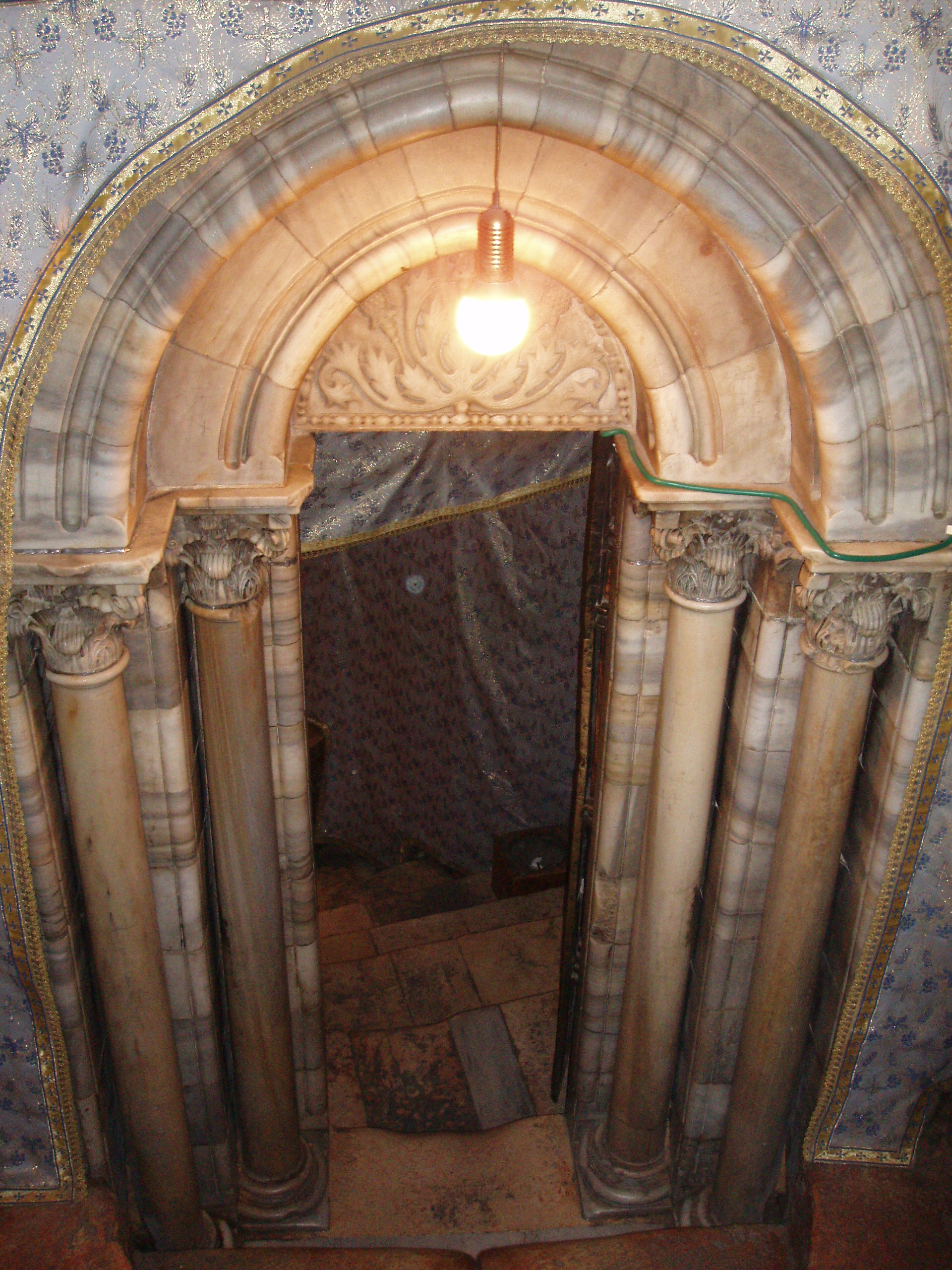
Вхід до Печери Різдва
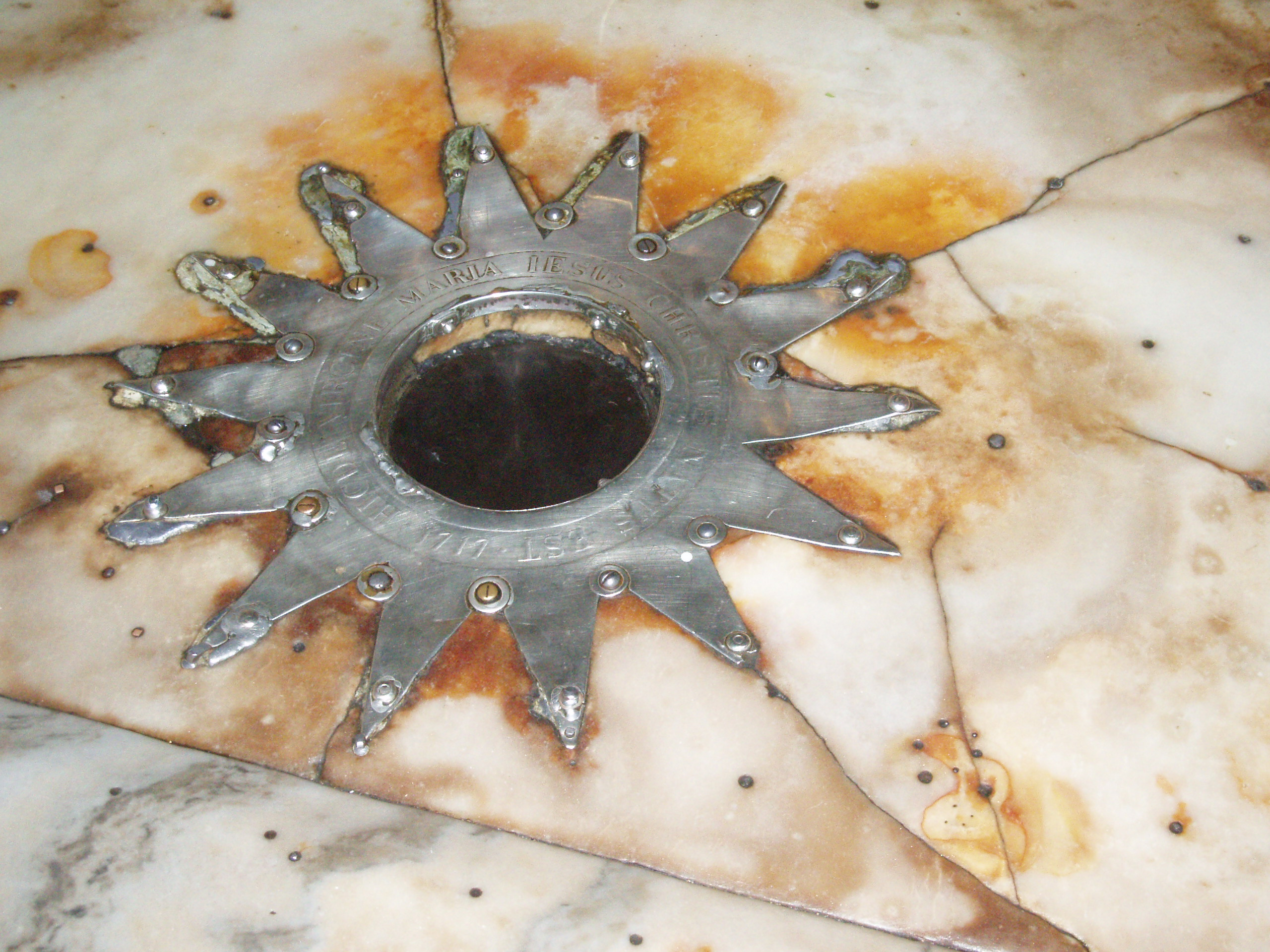
Віфлиємська зірка у Печері Різдва
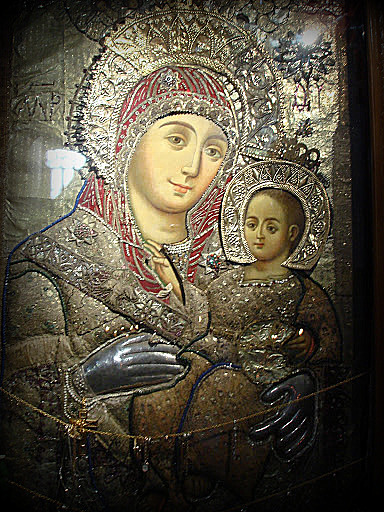
Ікона, Ма́тір Бо́жа